# Laure Savasta
Pour les articles homonymes, voir Savasta.
Laure Savasta (née le 18 mars 1974 à Marseille) est une joueuse de basket-ball française, évoluant aux postes de meneuse et d’arrière, devenue depuis entraîneuse.

## Biographie
Elle fut, avec Isabelle Fijalkowski, la première joueuse française à jouer dans la WNBA et ce dès l’année de création de la ligue. Longtemps membre de l’Équipe de France, elle fit partie des douze « Filles en or » championnes d’Europe en 2001 en France.
Elle fut la capitaine emblématique et l’une des joueuses majeures du Tarbes GB avec qui elle disputa le championnat de France LFB et les compétitions européennes.
Désormais retraitée, elle a commencé une carrière d’entraîneur et officie également sur la chaîne sportive Sport+ en tant que consultante sur les rencontres de basket-ball féminin.

## Carrière

### Joueuse
| Saisons   | Équipe                                | Pays       |
| 1990-1993 | INSEP (NF1B)                          | France     |
| 1993-1994 | Cavigal Nice                          | France     |
| 1994-1997 | Huskies de Washington (Seattle, NCAA) | États-Unis |
| 1997      | Sacramento Monarchs (WNBA)            | États-Unis |
| 1997-1998 | ASPTT Aix-en-Provence                 | France     |
| 1998-2000 | US Valenciennes                       | France     |
| 2000-2008 | Tarbes GB                             | France     |

### Entraîneuse

#### En sélection
- 2007 : assistante-entraîneur de l’Équipe de France espoir aux championnats du monde U21

#### En club
| Saisons   | Équipe                                     | Pays   |
| 2018-2019 | Union Tarbes-Lourdes Pyrénées Basket (NM1) | France |
| 2020-2021 | US Orthez (NF1)                            | France |

## Palmarès

### Joueuse

#### Avec l’Équipe de France
- Championne d’Europe des Nations en 2001 ;
- 5e aux Jeux olympiques d’été de 2000 de Sydney.

#### En club
- Finaliste de la Coupe d’Europe Ronchetti en 1998 avec Aix et 2002 avec Tarbes ;
- Vice-championne de France en 1999 et 2000 avec Valenciennes, 2003 avec Tarbes ;
- Finaliste de la Coupe de France en 1998.

## Récompenses

### Joueuse
- 1993-1994 : élue « meilleur espoir du championnat de France NF1A » ;
- 2000-2001 : désignée meilleure joueuse du All-Star Game LFB ;
- 2003-2004 : élue 2e meilleure joueuse française du championnat de France LFB.

## Statistiques

### En club

#### WNBA
| Saison | Équipe                 | MJ | M5 | Min  | %T   | %3   | %LF  | Rb  | PD  | Int | Ctr | BP  | F   | Pts |
| ------ | ---------------------- | -- | -- | ---- | ---- | ---- | ---- | --- | --- | --- | --- | --- | --- | --- |
| 1997   | Monarchs de Sacramento | 14 | 0  | 11,2 | 24,4 | 20,0 | 77,8 | 0,4 | 0,9 | 0,3 | 0,1 | 1,5 | 1,0 | 2,4 |
| Total  | Total                  | 14 | 0  | 11,2 | 24,4 | 20,0 | 77,8 | 0,4 | 0,9 | 0,3 | 0,1 | 1,5 | 1,0 | 2,4 |